# Ida De Ridder
Ida De Ridder (Antwerpen, 24 september 1918 - Antwerpen, 4 september 2009) was een Belgisch biografe. Zij was de jongste dochter van de bekende schrijver Willem Elsschot (Alphons De Ridder). Ze was in 1942 gehuwd met de kinderarts Robert Dequeecker (1917-2011).
Ida De Ridder schreef verschillende boeken over haar vader en familie, waaronder Willem Elsschot, mijn vader en over haar moeder Fine - Levenslang met Elsschot en De piano.
Zij ijverde voor het behoud van het archief van Elsschot. Rond 2000 had een aantal kleinzonen de intentie om delen van het Elsschotarchief te verkopen. Ida de Ridder en andere familieleden konden dat via een rechtszaak in 2004 verhinderen; de familieleden kwamen tot een overeenkomst en in 2010 ging het archief daadwerkelijk naar het Letterenhuis te Antwerpen.